# Euregio-Ticket
Euregio-Ticket bezeichnet eine Tageskarte für die Benutzung unterschiedlicher öffentlicher Verkehrsmittel einer bestimmten länderübergreifenden Europaregion.

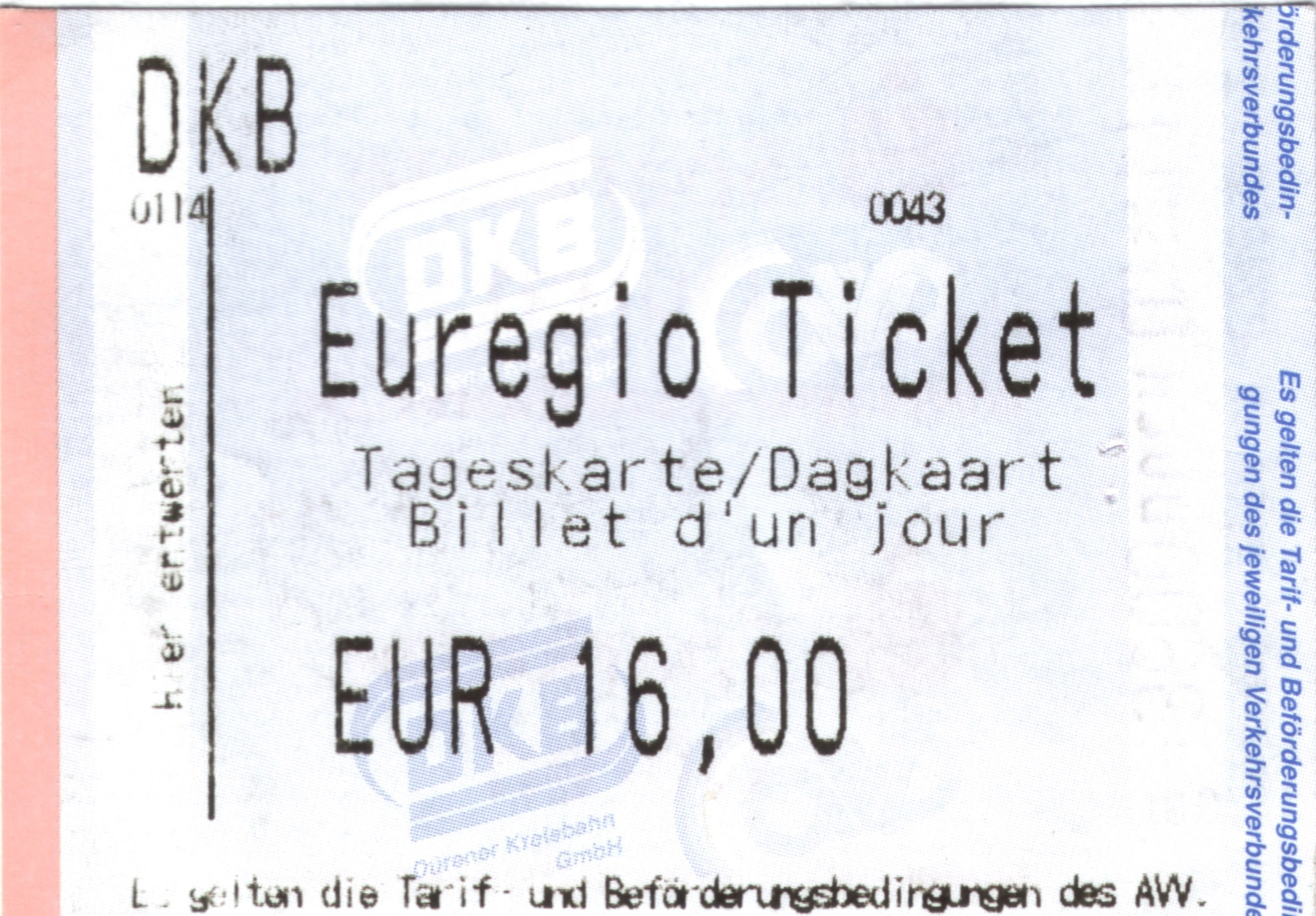
Euregio-Ticket Maas-Rhein

## Euregio-Ticket Maas-Rhein
Dieses Euregio-Ticket gilt in der Euregio Maas-Rhein an einem Tag bis Betriebsschluss auf folgenden Strecken:
- Belgien: alle Buslinien von De Lijn in der belgischen Provinz Limburg (Hasselt, Tongern) und von TEC Liège-Verviers in der Provinz Lüttich (Lüttich, Verviers, Spa, Malmedy) einschließlich der Deutschsprachigen Gemeinschaft (Eupen, Sankt Vith) sowie alle Züge außer ICE, Eurostar und EuroNight auf den Strecken Lüttich-Palais - Guillemins - Hasselt, Lüttich - Verviers - Welkenraedt (Eupen) - Aachen, Lüttich-Guillemins - Visé (- Maastricht, Dreiländerzug) und Verviers - Spa - Géronstère.
- Deutschland: alle Linienbusse und Nahverkehrszüge (nur 2. Klasse) im Aachener Verkehrsverbund (das Gebiet der Städteregion Aachen sowie der Kreise Düren und Heinsberg) sowie im Kreis Euskirchen (VRS). Genau sind dies die Nahverkehrszügen (Regionalbahn- bzw. Regional-Express-Linien) auf den Strecken zwischen Aachen - Düren bzw. Aachen - Herrath, auf der Verbindung Linnich - Düren - Heimbach, auf dem Bördeexpress, auf allen Strecken der Euregiobahn sowie auf allen Strecken im Kreis Euskirchen.
- Niederlande: alle Arriva-Buslinien im südlichen Teil der Provinz Limburg (Maastricht, Heerlen) bis einschließlich Roermond, alle Züge auf den Strecken Kerkrade - Heerlen - Valkenburg - Maastricht - Eijsden, sowie Maastricht - Eijsden (- Lüttich, Dreiländerzug) und Maastricht - Heerlen - Aachen.

Das Ticket gilt Montag bis Freitag für eine Person. An Samstagen, Sonntagen und Feiertagen in einem der drei Länder gilt das Ticket für maximal zwei Erwachsene und drei Kinder unter 12 Jahren. Es kostet 22,90 Euro (Stand Januar 2025).

### Fahrrad
Seit Anfang 2021 gibt es zusätzlich das Euregio-Ticket-Fahrrad. Damit kann für 4,60 Euro (Stand Januar 2025) ein Fahrrad einen Tag lang im selben Gültigkeitsbereich mitgenommen werden. Hierbei ist zu beachten, dass die Fahrradmitnahme in einzelnen Regionen sehr unterschiedlich geregelt ist und z. B. auf bestimmte Zeiten beschränkt sein kann oder in einzelnen Verkehrsmitteln auch gar nicht möglich ist, wie z. B. in Bussen in Belgien.

## BodenseeTicket
Das BodenseeTicket gilt im Bodenseeraum (Deutschland, Liechtenstein, Österreich, Schweiz) für Fähren, Bahnen und Busse. Die Karte war ursprünglich für eine, zwei oder alle drei Zonen erhältlich, in die das Gebiet unterteilt war, wobei sich die Zonen weit überschnitten haben. Seit 2020 gibt es nur noch die Zonen West und Ost, die sich nicht überschneiden.
Die Preise liegen je nach Zonen zwischen 24 Euro und 39 Euro bzw. 29 Franken und 47 Franken. Mit zwei Zonen für 28,50 Euro bzw. 34 Franken kann man rund um den Bodensee fahren (Preise per 2024).
Während in Österreich und in der Schweiz das Ticket in allen Zügen gültig ist, dürfen in Deutschland die Züge des Fernverkehrs nicht genutzt werden (Ausnahme: Eurocity Bregenz-Lindau). Darüber hinaus gewähren die Vereinigten Schifffahrtsunternehmen für den Bodensee und Rhein (VSU) gegen Vorlage der Karte 25 Prozent Ermäßigung auf den Normalfahrpreis.
Um etwa 25 Prozent ermäßigte Preise erhält man beim Besitz der deutschen Bahncard, des Schweizer Halbtax- oder General-Abos beziehungsweise der österreichischen Vorteilscard. Für Familien und Gruppen gibt es weitere Sonderpreise. Erhältlich ist das BodenseeTicket beispielsweise an den Fahrkartenautomaten der beteiligten Eisenbahnunternehmen DB, SBB und ÖBB sowie bei einigen Busunternehmen.

## Euregio-Ticket der Region Saarland - Lothringen - Luxemburg
Das Saar-Lor-Lux-Ticket gilt in Lothringen, Luxemburg (alle Züge) und im Saarland (Regionalzüge sowie einige IC/EC-Züge ab Trier bzw. Saarbrücken). Es ist für Samstag oder Sonntag für 1 Person und mit Zuzahlung bis zu 5 Personen erhältlich.

## Euregio-Tickets in der Euroregion Neiße-Nisa-Nysa
Diese als EURO-NEISSE-Tickets bezeichneten Fahrkarten gelten im Dreiländereck von Deutschland, der Republik Polen und der Tschechischen Republik, der Euroregion Neiße-Nisa-Nysa, im deutschen Zweckverband Verkehrsverbund Oberlausitz-Niederschlesien (ZVON) sowie in festgelegten angrenzenden Gebieten in Polen und Tschechien.